# Hymenoplia lineolata
Hymenoplia lineolata är en skalbaggsart som beskrevs av Blanchard 1850. Hymenoplia lineolata ingår i släktet Hymenoplia och familjen Melolonthidae. Inga underarter finns listade i Catalogue of Life.